# Africa Magic Viewers' Choice Awards
Africa Magic Viewers' Choice Awards (AMVCA), depuis le 9 mars 2013 à Lagos, est un événement annuel nigérian organisé par Multichoice Africa (en) pour récompenser des meilleures réalisations à la télévision et au cinéma de l'année du continent africain. Il se tient au Centre d'exposition de l'hôtel Eko & Suites à Lagos et est retransmis en direct dans plus de 50 pays,,,,.

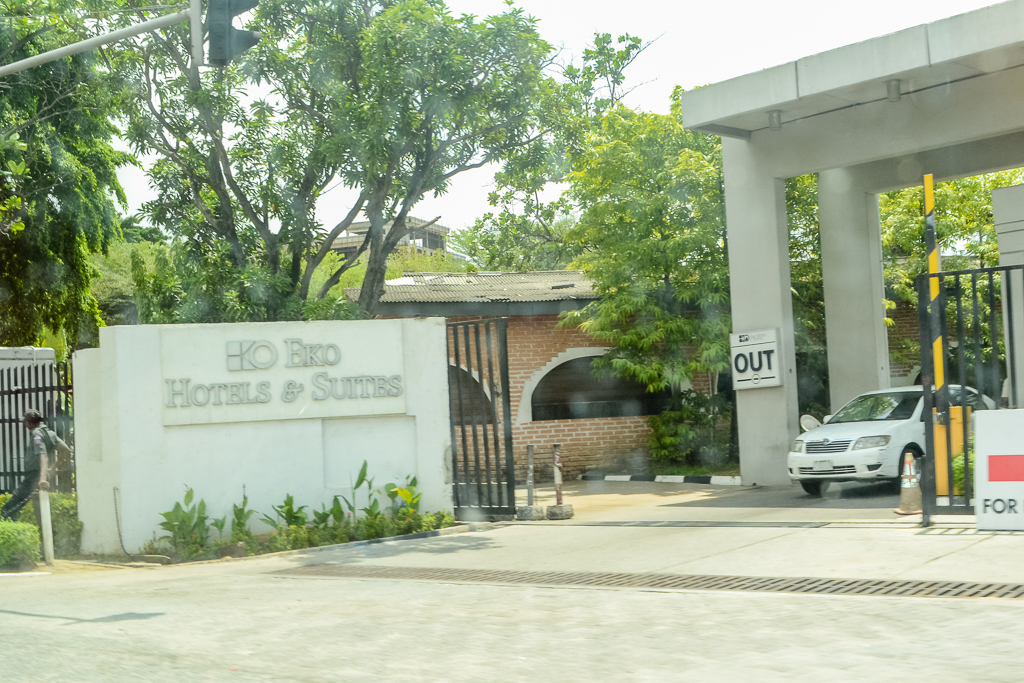
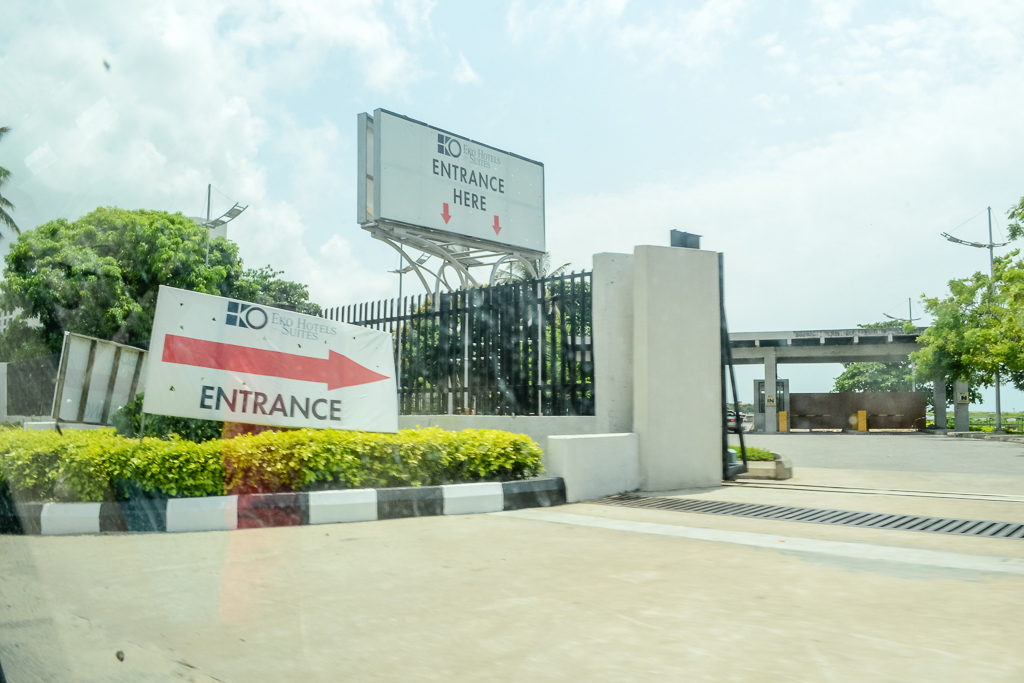
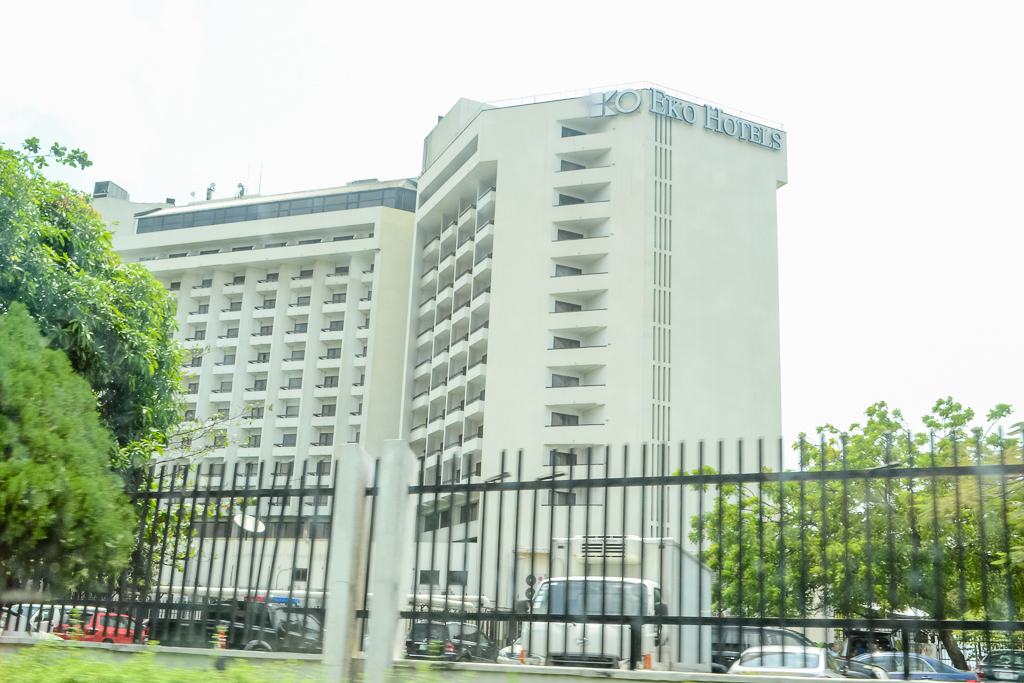

## Catégories

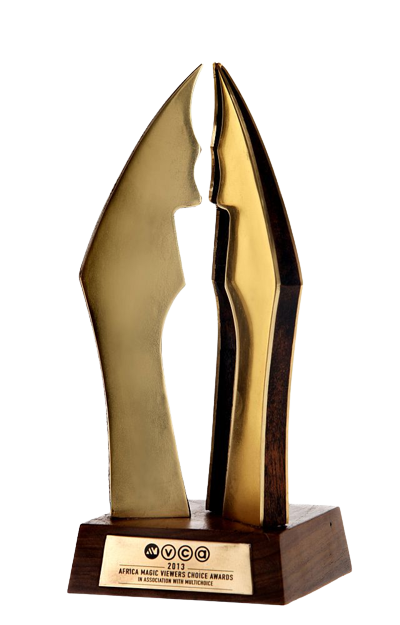
Trophée AMVCA

Les principales catégories sont,,, :
- Meilleur acteur d'une série dramatique
- Meilleure actrice dans une série dramatique
- Meilleur acteur de casting dans une série dramatique
- Meilleure actrice de casting dans une série de théâtre
- Meilleur acteur dans une comédie
- Meilleure actrice dans une comédie
- Meilleur maquilleur artiste
- Meilleur costumière
- Meilleur concepteur d'éclairage
- Meilleur éditeur sonore
- Meilleur directeur artistique
- Meilleur chorégraphe
- Meilleur scénariste en théâtre ou comédie
- Meilleur documentaire
- Meilleur court métrage ou vidéo
- Meilleure série télévisée dramatique ou comédie
- Meilleur film
- Meilleur directeur
- Meilleure bande-son
- Meilleures séries télévisées
- Prix du pillance
- Prix du mérite

## Cérémonies

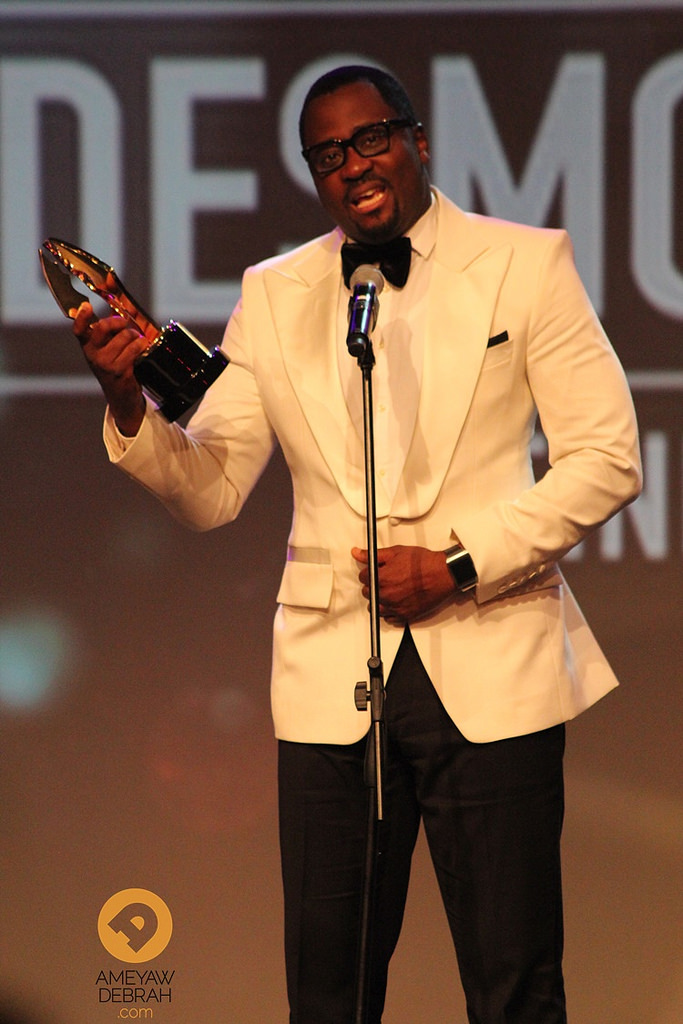
Desmond Elliot au AMVCA de 2014
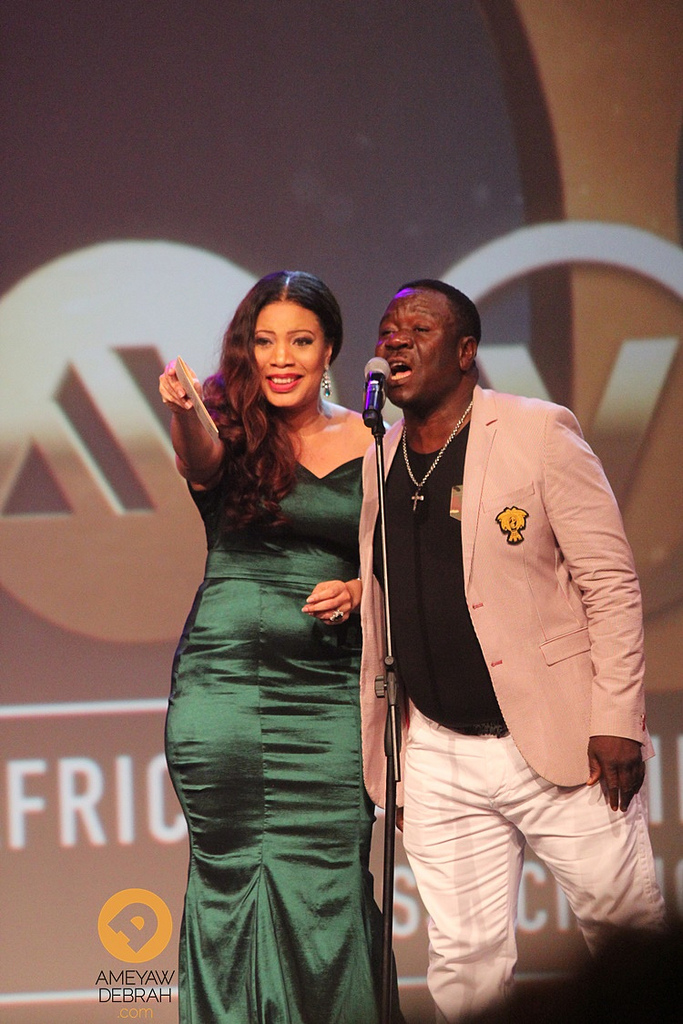
Monalisa Chinda et Mr Ibu

| Cérémonie annuelle          | Date de la cérémonie | Hôtes                  | Meilleur film                    | Meilleur film          | Meilleur film | Référence(s) |
| Cérémonie annuelle          | Date de la cérémonie | Hôtes                  | Titre                            | Directeur              | Nation        | Référence(s) |
| --------------------------- | -------------------- | ---------------------- | -------------------------------- | ---------------------- | ------------- | ------------ |
| 1er AMVCA                   | 9 mars 2013          | IK et Vimbai           | Otelo Burning                    | Sara Blecher           | South Africa  |              |
| 2e AMVCA                    | 8 mars 2014          | Osas, IK et Vimbai     | Contract                         | Shirley Frimpong-Manso | Ghana         |              |
| 3e AMVCA                    | 7 mars 2015          | IK et Vimbai           | October 1                        | Kunle Afolayan         | Nigeria       |              |
| 4e AMVCA                    | 5 mars 2016          | IK et Minnie Dlamini   | Dry                              | Stephanie Linus        | Nigeria       |              |
| 5e AMVCA                    | 4 mars 2017          | IK et Minnie Dlamini   | 76                               | Izu Ojukwu             | Nigeria       |              |
| 6e AMVCA                    | 1er septembre 2018   | IK et Minnie Dlamini   | 18 Hours                         | Njue Kevin             | Kenya         |              |
| Cérémonie de 2019 non tenue |                      |                        |                                  |                        |               |              |
| 7e AMVCA                    | 14 March 2020        | IK et Amina Abdi Rabar | Living in Bondage: Breaking Free | Ramsey Nouah           | Nigeria       |              |
| Cérémonie de 2021 non tenue |                      |                        |                                  |                        |               |              |
| 8e AMVCA                    | 14 May 2022          | IK et Bonang Matheba   | Amina                            | Izu Ojukwu             | Nigeria       |              |
| 9e AMVCA                    | 20 May 2023          | IK et Zozibini Tunzi   | Aníkúlápó                        | Kunle Afolayan         | Nigeria       |              |
| 10e AMVCA                   | 11 May 2024          | IK                     | Breath of Life                   | BB Sasore              | Nigeria       |              |
| 11e AMVCA                   | 10 May 2025          | IK                     | Freedom Way                      | Afolabi Olalekan       | Nigeria       | [ 10 ]       |

## Statistiques

### Les plus nommés

#### Par films
10 et plus
| Nombre de désignation | Titre du film                    | Année                                   |
| --------------------- | -------------------------------- | --------------------------------------- |
| 14                    | Otelo Burning                    | 2013 Africa Magic Viewers Choice Awards |
| 14                    | '76                              | 2017 Africa Magic Viewers Choice Awards |
| 13                    | 93 Days                          | 2017 Africa Magic Viewers Choice Awards |
| 13                    | Oloibiri                         | 2017 Africa Magic Viewers Choice Awards |
| 12                    | October 1                        | 2015 Africa Magic Viewers Choice Awards |
| 11                    | Living in Bondage: Breaking Free | 2020 Africa Magic Viewers Choice Awards |
| 11                    | Tatu                             | 2018 Africa Magic Viewers Choice Awards |
| 11                    | Mirror Boy                       | 2013 Africa Magic Viewers Choice Awards |
| 11                    | A Place in the Stars             | 2015 Africa Magic Viewers Choice Awards |
| 10                    | Alter Ego                        | 2018 Africa Magic Viewers Choice Awards |

#### Par un individu
| Homme                 | Homme               | Homme | Femme                 | Femme                  | Femme |
| Nombre de désignation | Nom                 | Notes | Nombre de désignation | Nom                    | Notes |
| --------------------- | ------------------- | --- | --------------------- | ---------------------- | --- |
| 12                    | Stanlee Ohikhuare   | Best Makeup (2015), Best Lighting Designer (2015), Best Art Director (2015), Best Cinematographer (2015), Best Movie Director (2015), Best Lighting Designer - Common Man (2016), Best Lighting Designer - Kpians: Feast of Soul (2016), Best Art Director (2016), Best Cinematographer (2016), Best Writer (2018), Best Sound Editor (2018), Best Art Director (2018). | 13                    | Shirley Frimpong-Manso | Best Director (2013), Best Writer (drama) - Perfect Picture (2013), Best Writer (drama) - A Sting in a Tale (2013), Best Writer - comedy (2013), Best Video Editor (2014), Best Art Director - Contract (2014), Best Art Director - Adams Apple (2014), Best Writer in drama (2014), Best Director (2014), Best Writer in drama (2015), Best Director (2016), Best Picture Editor (2016) and Best Director (2018) |
| 7                     | Obi Emelonye        | Best Sound Editor (2013), Best Director (2013), Best Writer (2013), Best Video Editor (2014), Best Sound Editor (2014), Best Director (2014), Best Indigenous - Igbo (2015) | 5                     | Funke Akindele         | Best actress in a drama (2013), best actress in a comedy (2013), best actress in a comedy (2016), best actress in a comedy for Jenifa's Diaries (2017), best actress in a comedy for A Trip to Jamaica (2017) |
| 5                     | Yinka Edward        | Best Cinematographer (2015), Best Cinematographer - 93 Days (2017), Best Cinematographer - 76 (2017), Best Lighting Designer (2017) and Best Cinematographer (2018). | 5                     | Rita Dominic           | New era award (2014), best actress in a drama (2015), best actress in a comedy (2015), best actress in a drama (2017), best actress in a comedy (2018) |
| 5                     | Blossom Chukwujekwu | Best Supporting Actor (2015), Best Supporting Actor (2016), Best Actor in a Drama (2016), Best Actor in a Comedy (2017), Best Actor in a Comedy (2018) | 4                     | Ivie Okujaye           | Trailblazer award (2013), best actress in a drama (2014), best actress in a drama (2017), best supporting actress (2017) |
| 5                     | Frank Rajah Arase   | Best Art Director (2014), Best Director (2014), Best Art Director (2015), Best Writer (2015) and Best Art Director (2016) | 3                     | Nse Ikpe Etim          | Best actress in a drama (2014), best actress in a comedy (2015), best actress in a drama (2016) |
| 4                     | OC Ukeje            | Best Actor in a Drama (2015), Best Supporting Actor (2015), Best Supporting Actor (2016) and Best Actor in a Comedy (2018) | 3                     | Jackie Appiah          | Best actress in a drama (2013), best actress in a comedy (2014), best actress in a comedy (2015) |
| 4                     | Tunde Babalola      | Best Writer - comedy (2015), Best Writer - drama (2015), Best Writer - The CEO (2017) and Best Writer - Ghana Must Go (2017). | 3                     | Adesua Etomi           | Best actress in a drama (2016), best actress in a drama (2017), best actress in a comedy (2018) |
| 3                     | Wale Ojo            | Best Actor in a Comedy (2015), Best supporting actor (2018), Best actor in a drama (2018) | 3                     | Sara Blecher           | Best director (2013), best writer (2013), best director (2016) |
| 3                     | Adjetey Anang       | Best Actor in a Drama (2015), Best actor in a drama - Keteke (2018), Best actor in a drama - Sidechick Gang (2018) | 3                     | Lydia Forson           | Best actress in a comedy (2015), Best writer (2015), Best supporting actress (2018) |
| 3                     | Majid Michel        | Best Actor in a Drama - Somewhere in Africa (2014), Best actor in a drama - House of Gold (2014), Best actor in a drama (2016) | 3                     | Jumoke Odetola         | Best indigenous Yoruba (2016), Best indigenous Yoruba (2017) and Best indigenous Yoruba (2018) |
| 3                     | Osita Iheme         | Best Supporting Actor (2013), Best actor in a comedy - The Hero (2014), Best actor in a comedy - The Fighter (2014) | 2                     | Mercy Aigbe            | Best indigenous - Yoruba (2014), Best indigenous - Yoruba (2016) |
| 3                     | Segun Arinze        | Best Supporting Actor (2015), Best actor in a drama (2016), Best Art director (2018) | 2                     | Genevieve Nnaji        | Best actress in a drama (2013), Best actress in a drama (2016) |
| 3                     | Ayo Makun           | New Era award (2015), Best Writer (2017), Best actor in a comedy (2017) | 2                     | Mercy Johnson          | Best actress in a comedy (2013), Best supporting actress (2015) |

### Les plus récompensés

#### Par un film
4 et plus
| Nombre de récompenses | Titre du film                    | Année                                   |
| --------------------- | -------------------------------- | --------------------------------------- |
| 9                     | October 1                        | 2015 Africa Magic Viewers Choice Awards |
| 7                     | Living in Bondage: Breaking Free | 2020 Africa Magic Viewers Choice Awards |
| 5                     | '76                              | 2017 Africa Magic Viewers Choice Awards |
| 4                     | Otelo Burning                    | 2013 Africa Magic Viewers Choice Awards |
| 4                     | Man on Ground                    | 2013 Africa Magic Viewers Choice Awards |
| 4                     | Contract                         | 2014 Africa Magic Viewers Choice Awards |
| 4                     | Nairobi Half Life                | 2014 Africa Magic Viewers Choice Awards |
| 4                     | The Meeting                      | 2015 Africa Magic Viewers Choice Awards |